# Lola
Lola は、同期式デジタル回路を記述するよう設計された単純なハードウェア記述言語。ニクラウス・ヴィルトが開発した言語で、チューリッヒ工科大学の教授時代に計算機科学の学生にFPGA上のデジタル設計について教える道具として作ったものである。
Lola ではハードウェア部品の構造と機能を静的に記述し、部品間の接続を記述する。Lola のテキストは宣言と文から構成される。信号設定の形で論理回路レベルでハードウェアを記述する。信号は演算器を使って統合され別の信号となる。信号とその割り当ては型としてグループ化される。型のインスタンスがハードウェア部品となる。型を他の型の組み合わせで構成することもでき、それによって階層的設計が可能で、ジェネリックプログラミングの一種ということもできる（例えば、ワード幅の回路をパラメータ化するなど）。
以上のような概念は下記の例（二進加算器回路）に示されている。まず基本構成要素（TYPE Cell）が定義され、次にその Cell を使ってワード幅 8 ビットのカスケードを宣言し、最後に複数の Cell を相互接続する。ここで定義されている MODULE Adder はより高次の設計の構成要素として使用可能である。
```
MODULE Adder;

TYPE Cell; (* Composite Type *)
  IN x,y,ci:BIT; (* input signals *)
  OUT z,co:BIT; (* output signals *) 
  BEGIN
  z:=x-y-ci;
  co:=x*y+x*ci+y*ci;
END Cell;

CONST N:=8;
IN X,Y:[N]BIT; ci:BIT; (* input signals *)
OUT Z:[N]BIT; co:BIT; (* output signals *)
VAR S:[N]Cell; (* composite type instances *)
BEGIN
  S.0(X.0, Y.0, ci); (* inputs in cell 0*)
  FOR i:=1..N-1 DO
    S.i(X.i,Y.i,S[i-1].co); (* inputs in cell i *)
  END;
  FOR i:=0..N-1 DO
    Z.i:=S.i.z;
END;
  co:=S.7.co;
END Adder.

```

ヴィルトは、自著 Digital Circuit Design で Lola のユーザーから見た説明を行っている。Lola コンパイラの中身の詳細はヴィルトの技術レポート Lola System Notes にある。デジタル設計に関するツール全体の概要は技術レポート Tools for Digital Circuit Design using FPGAs にある（Lola に関するレポート Lola: An Object-Oriented Logic Description Language も含まれている）。